# ایتالو اسووو
ایتالو اِزوِوُ (به ایتالیایی: Italo Svevo) نام مستعار آرون اتور اشمیتز (به ایتالیایی: Aron Ettore Schmitz) رمان‌نویس معروف ایتالیایی است. معروفترین شاهکار او وجدان زنو یا اعترافات زنو است.

## زندگینامه
آرون اتور اشمیتز متخلص به ایتالو اِزوِوُ تاجر و نویسنده ایتالیایی در ۱۹ دسامبر ۱۸۶۱ در تریسته از مادری یهودی متولد شد. و در ۱۳ سپتامبر ۱۹۲۸ در یک تصادف اتومبیل از دنیا رفت. سهامدار یکی از بزرگترین شرکت‌های صنعتی ایتالیا بود و در طول سی سال نویسندگی تنها سه رمان و چند داستان کوتاه و نمایش‌نامه منتشر کرد.
اِزوِوُ رمان "وجدان زنو" (یا اعترافات زنو) را در سال ۱۹۲۳ منتشر کرد. کتاب، تشکیل شده از خاطرات زنو کاسینی که به اصرار روانپزشکش آن را نوشته و نشان دهنده علاقه نویسنده به تئوری‌های زیگموند فروید است. این رمان هم مثل نوشته‌های قبلی اِزوِوُ از طرف منتقدین و خوانندگان ایتالیایی کاملآ نادیده گرفته شد. به شکلی که اگر تلاش‌های جیمز جویس برای ترجمه و چاپ آن در پاریس نبود شاید تا به حال از بین رفته بود. در واقع تلاش‌های جویس برای معرفی کتاب به منتقدین فرانسوی و ستایشی که آن‌ها از این اثر به عمل آوردند باعث توجه منتقدین ایتالیایی به آن شد.

## نظر منتقدین
وقتی که از ادبیات جدید اروپا صحبت می‌کنیم و بلافاصله به یاد جیمز جویس، لوئیجی پیراندلو، فرانتس کافکا، مارسل پروست، دیوید هربرت لارنس، آندره ژید و توماس مان می افتیم، نباید فراموش کنیم که ایتالو اِزوِوُ چه از جهت اصالت سبک و چه از جهت غنای ادبی از زمره این پیشگامان ادبیات نوین اروپاست. و این سخن آندره تریو را در باره جدان زنو از یاد نبریم : " یک شاهکار عظیم و باور نکردنی ... در طول یک قرن احتمال دارد فقط پنج یا شش اثر به این غنا و عظمت خلق شود

## آثار
- ۱۹۲۳ - وجدان زنو